# Eneabba

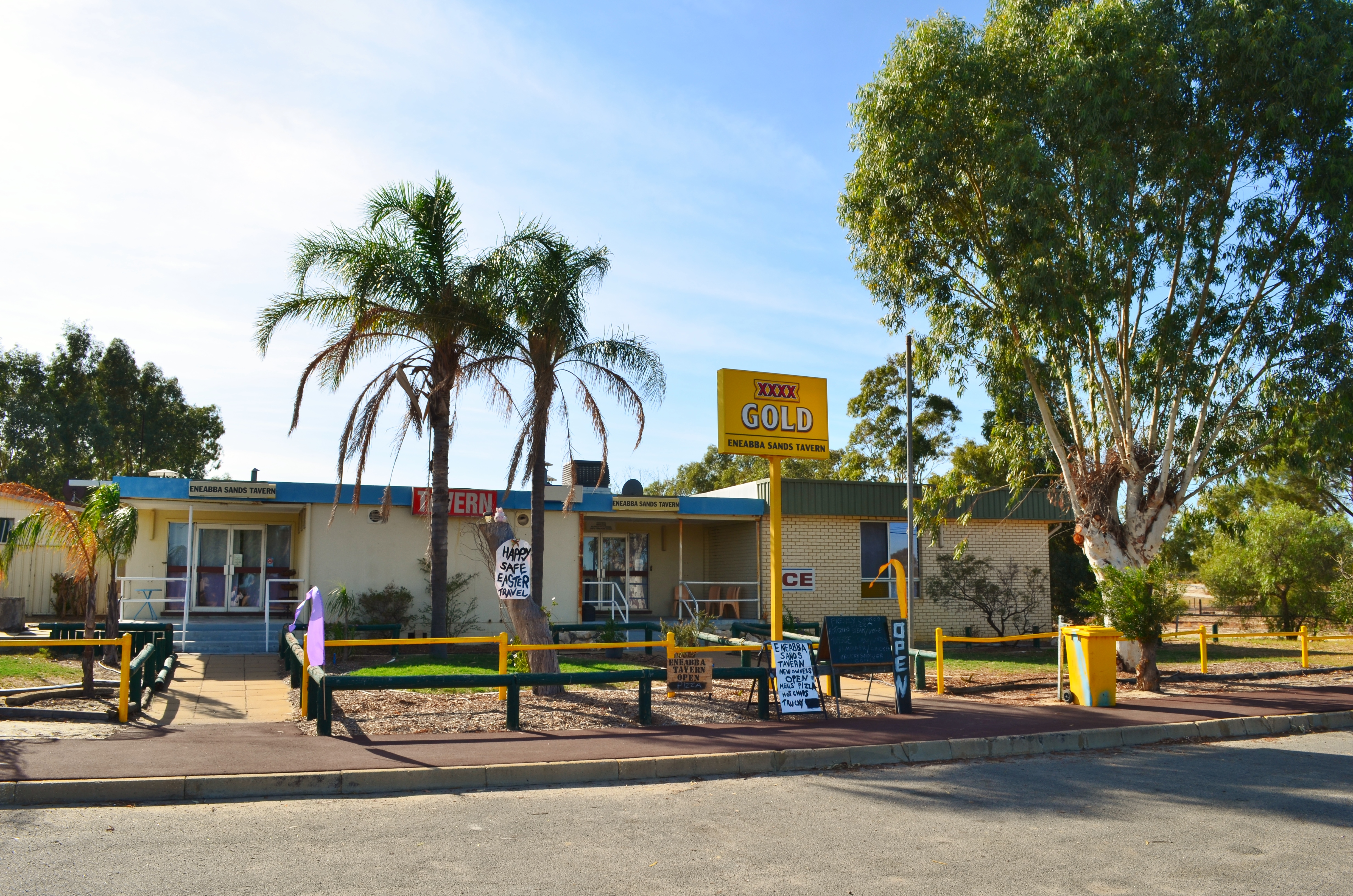
Cafe in Eneabba Sands

Eneabba is een plaats in de regio Mid West in West-Australië. Het ligt langs de Brand Highway, 282 kilometer ten noorden van Perth, 145 kilometer ten zuiden van Geraldton en 73 kilometer ten westen van Carnamah. In 2021 telde Eneabba 142 inwoners, tegenover 250 in 2006.

## Geschiedenis
Ten tijde van de Europese kolonisatie leefden de Amangu Nyungah Aborigines in de streek.
De eerste Europeanen die de streek aandeden waren de leden van George Greys expeditie. Ze dienden na het vergaan van hun schepen over land naar Perth te wandelen en zochten in april 1839 hun weg door de streek. De gebroeders Henry Churchman, Augustus Charles en Francis Thomas Gregory kampeerden op 14 september 1846 aan de Eneabba Spring, toen ze terugkeerden van een expeditie, een zoektocht naar geschikte landbouwgrond rond de rivier Irwin.
Kolonisten in de streek vestigden zich eerst in Carnamah. Rond 1870 werd de Eneabba Spring gebruikt om in de omgeving paarden te laten grazen. William Rowland was de eerste die er een lease opnam. Midden de jaren 1920 werd er een hofstede met paardenweiden gebouwd. De paarden werden ten behoeve van het leger naar Indië uitgevoerd.
In 1894 werd een door het district lopende spoorweg, de 'Midland Railway', geopend. De streek rond Eneabba Spring werd pas in de late jaren 1950 voor landbouwdoeleinden vrijgegeven, in het kader van de Soldier Settlement Schemes uit die tijd. De zo ontstane ontwikkeling van de streek noodzaakte tot de oprichting van een dorp. In 1961 werd Eneabba officieel gesticht. Het werd naar de nabijgelegen bron genoemd. De naam is van inheemse afkomst en zou "klein water" hebben betekend. De eerste kolonisten noemden de bron ook wel 'Pocket Knife Spring'. Er deed een verhaal de ronde over een in de bron gevallen zakmes met magische krachten.
Vanaf 1960 werd in Eneabba les gegeven en in maart 1961 opende de basisschool er officieel. In maart 1963 kreeg Eneabba een gemeenschapscentrum, in 1964 een winkel en in 1989 een politiekantoor.
In de jaren 1970 werden nabij Eneabba minerale zandafzettingen ontdekt. Het minerale zand bevat onder meer grote hoeveelheden rutiel. Verschillende bedrijven begonnen deze te ontginnen. Tegen 1998 waren alle bedrijven geconsolideerd tot 'Iluka Resources Ltd'.

## Toerisme
Eneabba staat bekend om de wilde bloemen die in verscheidene omliggende nationale parken en natuurreservaten groeien:
- Nationaal park Alexander Morrison
- Mount Lesueur Reserve
- Beekeepers Reserve
- Lake Indoon Reserve
- Reserve 29073
- Stockyard Gully
- Nationaal park Tathra

## Transport
Eneabba ligt langs de Brand Highway. Busdienst IC15 van 'Integrity Coach Lines' doet Eneabba aan. De N1 en N5 busdiensten van Transwa stoppen eveneens in Eneabba.
Er ligt een startbaan nabij Eneabba: Eneabba Airport (ICAO: YEEB).

## Klimaat
Eneabba kent een warm mediterraan klimaat, Csa volgens de klimaatclassificatie van Köppen. De gemiddelde jaarlijkse temperatuur ligt rond 20,3 °C. De gemiddelde jaarlijkse neerslag bedraagt 516 mm.